# Lou Tellegen

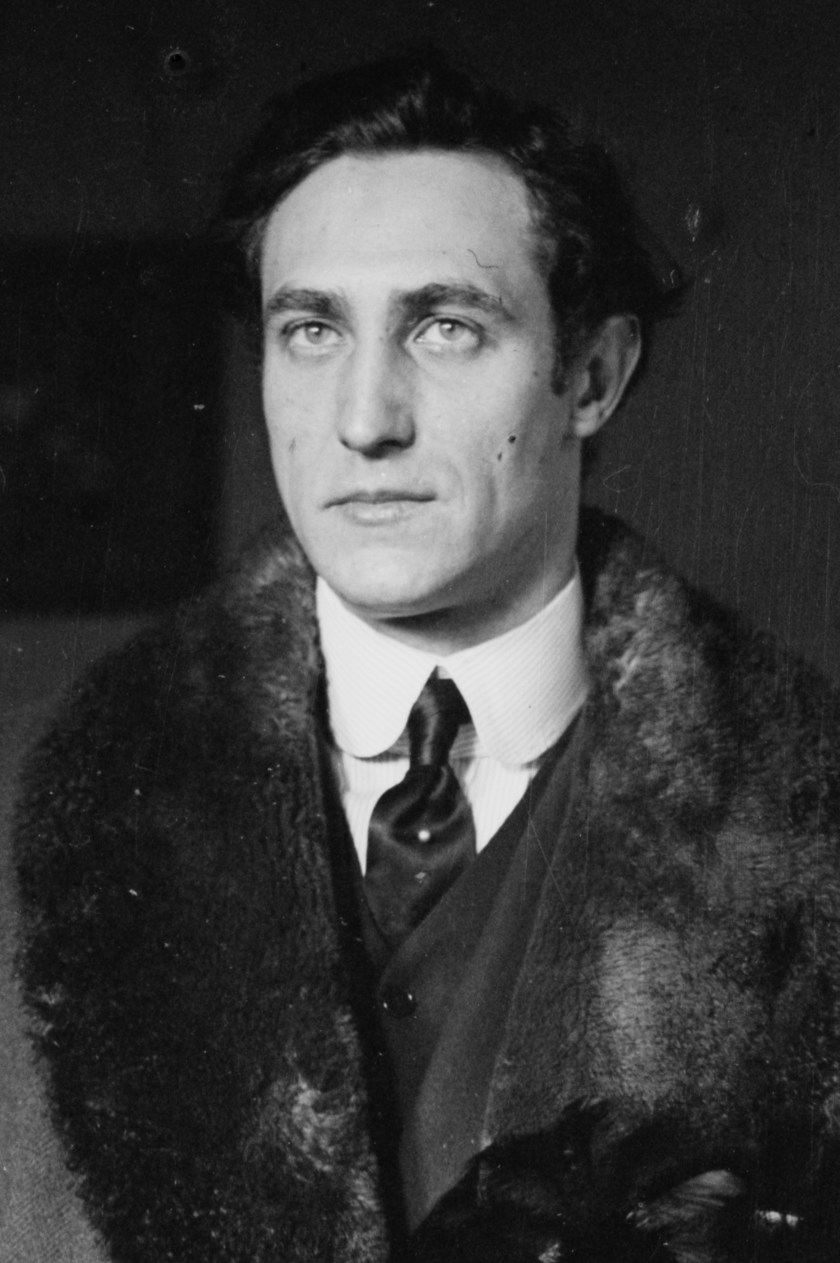
Lou Tellegen (1916)

Lou Tellegen, eigentlich Isidor Louis Bernard Edmon van Dommelen (* 26. November 1883 in Sint-Oedenrode, Noord-Brabant, Niederlande; † 29. Oktober 1934 in Hollywood, Kalifornien, Vereinigte Staaten), war ein niederländischer Theater- und Stummfilmschauspieler und Regisseur. Er war in den Jahren zwischen 1910 und 1920 einer der bedeutendsten Theaterschauspieler der Vereinigten Staaten.

## Leben
Lou Tellegen wurde geboren als unehelicher Sohn von Isidore Louis Bernard Edmon Tellegen (Offizier West-Indische Armee, getrennt verheiratet, aber nicht geschieden) und Anna Maria van Dommelen (Witwe von Eduard Jan Hendrik Storm van 's Gravezande). Mit fünf Jahren hatte er bereits sein Bühnendebüt, mit 15 Jahren lief er von zuhause weg. Er bereiste dann Russland, Polen und Deutschland. In Moskau war er für einen Monat im Gefängnis, da er gefälschte Geburtsurkunden verkauft hatte. Er war in den verschiedensten Jobs tätig: war Bäckergeselle, Preisboxer und Trapezkünstler in Berlin. Er kehrte um 1900 zurück. Sein wohlhabender Vater war in 1902 verstorben und hatte ihn enterbt. In Brüssel arbeitete er als Straßenbahnfahrer, schließlich ging er nach Paris und stand dort dem berühmten Künstler Auguste Rodin für die Skulptur Ewiger Frühling Model. Dort lernte er auch seine erste Ehefrau, die Bildhauerin Jeanne de Brouckère kennen, mit der er von 1903 bis 1905 verheiratet war. Sie machte ihn auch mit der legendären Sarah Bernhardt bekannt und wurde ein Teil ihres Ensembles. Mit dem Ensemble ging er 1910 in die Vereinigten Staaten und erhielt von Bernhardt persönlich Schauspielunterricht. In Frankreich hatte er auch sein Filmdebüt. Er spielte in dem Film Die Kameliendame, 1911, an der Seite von Sarah Bernhardt. Zu seinen bedeutenden Freunden in Paris gehörte auch der Schauspieler Edouard de Marx.
Seinen allerersten Auftritt im Theater in den Vereinigten Staaten hatte er in Chicago im Stück Madame X. Es folgten dann weitere Auftritte in den Stücken Sister Beatrice, Sapho, Camille. Auch in New York City traten beide auf. Und in den Vereinigten Staaten avancierte er zum Star: Sein Name wurde neben dem von Bernhardt auf allen Plakaten und Leuchtreklamen genannt. Am Ende der Tournee entschied er sich, in den Vereinigten Staaten zu bleiben; 1918 erhielt er auch die US-amerikanische Staatsbürgerschaft. Dann begann sein kometenhafter Aufstieg in den Jahren zwischen 1910 und 1920, als er in den bedeutendsten Stücken der Vereinigten Staaten und in den wichtigsten Theatern spielte und viele Filme drehte. Auf dem Höhepunkt seiner Karriere heiratete er die damals sehr bekannte Operndiva und Schauspielerin Geraldine Farrar, mit der er von 1916 bis 1923 verheiratet war. Danach folgten noch zwei Ehen und ein Kind. Als Regisseur drehte er vier Filme, unter anderen No other woman und The things we love.
Ende der 1920er-Jahre begann seine Karriere jedoch zu kriseln, und er bekam kaum noch Filmangebote und Theaterrollen und musste sich mehr schlecht als recht über Wasser halten. 1929 hatte er einen schweren Unfall, als er in einem Hotelzimmer mit einer Zigarette im Mund einschlief, Verbrennungen erlitt und für 3 Monate ins Krankenhaus musste. Engagements mussten abgesagt werden, was ihn weiter in die Depression zog. Zu allem Überfluss wurde bei ihm auch noch festgestellt, dass er unheilbar an Krebs erkrankt war. Sein letzter Film war 1935 Together we live. Er hatte in gut 41 Filmen mitgespielt, die meisten in der Stummfilmzeit.
Am 29. Oktober 1934 beging er im Hause einer Bekannten mit zwei Scheren, die er sich in diverse Körperteile, auch ins Herz, stieß, Selbstmord. Wunschgemäß wurde er verbrannt und seine Asche ins Meer gestreut.

## Filmografie (Auswahl)
- 1911: Die Kameliendame (La dame aux camelias)
- 1912: Königin Elisabeth von England (Les amours de la reine Élisabeth)
- 1913: Adrienne Lecouvreur
- 1917: The black Wolf
- 1917: The long trail
- 1924: Between Friends
- 1925: The Verdict
- 1925: Parisian Love
- 1926: Drei rauhe Gesellen (3 Bad Men)
- 1926: Sibirien (Siberia)
- 1935: Together We Live